# Fußball-Bundesliga 2010-2011 (Austria)
La stagione 2010-2011 del campionato di calcio della Bundesliga è iniziata il 17 luglio 2010 ed è terminata il 25 maggio 2011. Lo Sturm Graz ha vinto il campionato per la terza volta, mentre il LASK Linz è retrocesso in Erste Liga.

## Squadre partecipanti
| Club             | Città            | Stadio                    | Posizione 2009-2010    |
| ---------------- | ---------------- | ------------------------- | ---------------------- |
| Austria Vienna   | Vienna           | Franz Horr Stadion        | 2º posto               |
| Kapfenberger     | Kapfenberg       | Franz Fekete Stadion      | 9º posto               |
| LASK             | Linz             | Linzer Stadion            | 7º posto               |
| Mattersburg      | Mattersburg      | Pappelstadion             | 6º posto               |
| Rapid Vienna     | Vienna           | Gerhard Hanappi Stadion   | 3º posto               |
| Ried             | Ried im Innkreis | Keine Sorgen Arena        | 8º posto               |
| Salisburgo       | Salisburgo       | Red Bull Arena            | Campione in carica     |
| Sturm Graz       | Graz             | UPC-Arena                 | 4º posto               |
| Wacker Innsbruck | Innsbruck        | Tivoli-Neu Stadion        | 1º posto in Erste Liga |
| Wiener Neustadt  | Wiener Neustadt  | Wiener Neustädter Stadion | 5º posto               |

## Classifica
|                    |     | Classifica 2010-2011 | Pti | G  | V  | N  | P  | GF | GS | DR  |
| ------------------ | --- | -------------------- | --- | -- | -- | -- | -- | -- | -- | --- |
| Austria (bandiera) | 1.  | Sturm Graz           | 66  | 36 | 19 | 9  | 8  | 66 | 33 | +33 |
|                    | 2.  | Salisburgo           | 63  | 36 | 17 | 12 | 7  | 53 | 31 | +22 |
|                    | 3.  | Austria Vienna       | 61  | 36 | 17 | 10 | 9  | 65 | 37 | +28 |
|                    | 4.  | Ried                 | 58  | 36 | 16 | 10 | 10 | 51 | 38 | +13 |
|                    | 5.  | Rapid Vienna         | 53  | 36 | 14 | 11 | 11 | 52 | 42 | +10 |
|                    | 6.  | Wacker Innsbruck     | 50  | 36 | 13 | 11 | 12 | 43 | 42 | +1  |
|                    | 7.  | Wiener Neustadt      | 50  | 36 | 14 | 8  | 14 | 44 | 52 | -8  |
|                    | 8.  | Kapfenberger         | 38  | 36 | 9  | 11 | 16 | 42 | 61 | -19 |
|                    | 9.  | Mattersburg          | 31  | 36 | 7  | 10 | 19 | 29 | 56 | -27 |
|                    | 10. | LASK                 | 19  | 36 | 3  | 10 | 23 | 22 | 74 | -52 |

### Capoliste solitarie
- Dalla 4ª alla 6ª giornata:  Ried
- Dalla 7ª alla 10ª giornata:  Wacker Innsbruck
- Dalla 12ª alla 13ª giornata:  Sturm Graz
- Dalla 14ª alla 21ª giornata:  Ried
- Dalla 22ª alla 24ª giornata:  Austria Vienna
- Dalla 26ª alla 29ª giornata:  Austria Vienna
- Dalla 30ª alla 36ª giornata:  Sturm Graz

## Classifica marcatori
| Gol |  |  | Giocatore        | Squadra          |
| --- |  |  | ---------------- | ---------------- |
| 21  |  |  | Roland Linz      | Austria Vienna   |
| 19  |  |  | Roman Kienast    | Sturm Graz       |
| 18  |  |  | Hamdi Salihi     | Rapid Vienna     |
| 18  |  |  | Roman Wallner    | Salisburgo       |
| 14  |  |  | Deni Alar        | Kapfenberger     |
| 14  |  |  | Patrick Bürger   | Mattersburg      |
| 11  |  |  | Johannes Aigner  | Wiener Neustadt  |
| 10  |  |  | Alan             | Salisburgo       |
| 10  |  |  | Marcel Schreter  | Wacker Innsbruck |
| 9   |  |  | Guillem          | Wiener Neustadt  |
| 9   |  |  | Zlatko Junuzović | Austria Vienna   |
| 9   |  |  | Samir Muratović  | Sturm Graz       |
| 9   |  |  | Imre Szabics     | Sturm Graz       |

## Verdetti
- Sturm Graz vincitore della Bundesliga 2010-11.
- Sturm Graz ammesso al 2º turno preliminare della UEFA Champions League 2010-11 .
- Ried ammesso al 3º turno preliminare della UEFA Europa League 2010-11.
- Salisburgo e  Austria Vienna ammessi al 2º turno preliminare della UEFA Europa League 2010-11.
- LASK retrocesso in Erste Liga.